# 建福宮
建福宫，位于紫禁城内廷西路西六宫西侧。

## 历史
清朝乾隆七年（1742年），利用乾西五所中的西四所及其南侧的狭长地区建成建福宫。嘉庆七年（1802年）重修。
建福宫初建时，拟作为乾隆帝“备慈寿万年之后居此守制”之用，但后来因故未照此执行。乾隆帝很喜爱建福宫，经常来此宫游憩，吟咏诗赋很多，有《建福宫赋》、《建福宫红梨花诗》等等。后来，清宫定制，每年嘉平朔日（腊月初一）皇帝御建福宫开笔书福，以庆贺新禧。咸丰帝曾经奉皇贵太妃在建福宫进膳；孝德显皇后、孝贞显皇后（慈安太后）的神位也曾设在建福宫。建福宫的建筑一直保存完好，1923年的建福宫花园火灾也未波及建福宫。

## 建筑
建福宫是一个南北狭长的院落，南北长约110米，东西宽约21米。该院落自建福门起，原来以抚辰殿、建福宫、惠风亭、静怡轩4座建筑为核心，分别形成南北四进庭院。后来，静怡轩、慧曜楼所在的最后一进院落被划入建福宫花园（西花园）。
- 建福门：为建福宫的正门，位于南端宫墙的正中央。[1]
- 抚辰殿：建福门内为第一进院落，抚辰殿位于院落中间。[1]
- 建福宫：抚辰殿后面即建福宫，二者用宽阔的甬道相连接。抚辰殿的后檐廊和建福宫前廊东西两侧各接转角游廊九间，围合成为廊院。建福宫面阔五间，进深三间，黄琉璃瓦绿剪边卷棚歇山顶，檐下施有斗拱，前后檐的明间各安有四扇三交六椀菱花槅扇门，次间、梢间的前檐是槛窗，后檐是砖墙。室内的明间、次间通过槅扇分隔，形成了“一明两暗”的室内格局。明间后檐的金柱之间设槅扇，槅扇前设有宝座，上方悬挂乾隆帝御书“不为物先”匾。全部槅扇都是黑漆描金，槅心是双层灯笼锦棂条，中间夹纱，裙板、绦环板都绘有五彩吉祥图案。东次间、西次间后檐分别设有红漆描金炕罩、落地罩，西次间的落地罩内供奉着神位。房顶设有软天花，顶棚和墙壁通贴团花图案银花纸。建福宫室内装修做工精细，为紫禁城中室内装修的代表作品。[1]
- 惠风亭：从建福宫两侧的游廊可来到第三进庭院，庭院中央是惠风亭。惠风亭北侧用红墙隔出最后一进院落，院落中的静怡轩、慧曜楼后来被划入建福宫花园。[1]